# (19950) 1981 EP47
A (19950) 1981 EP47 a Naprendszer kisbolygóövében található aszteroida. Schelte J. Bus fedezte fel 1981. március 2-án.